# Échiré
Échiré est une commune du Centre-Ouest de la France située dans le département des Deux-Sèvres en région Nouvelle-Aquitaine. Elle est limitrophe de la ville de Niort et fait partie de la communauté d'agglomération du Niortais.

## Géographie
Échiré est une commune rurale où surfaces agricoles et boisées composent l'essentiel du territoire. La localité principale en est le bourg d'Échiré lui-même, situé sur l'axe Niort-Parthenay (la route départementale 743). Divers hameaux (Bois Berthier, Ternanteuil etc.) sont répartis sur le territoire communal.
Le territoire de la commune d’Échiré s’étend sur  un plateau calcaire profondément entaillé par les nombreux méandres de la Sèvre Niortaise et par plusieurs vallées sèches (vallées de Guignefolle, des Gravelines, au Diable, aux Draps) caractéristiques d’un modelé karstique. Seule, la vallée de la Maie comporte un petit cours d’eau  temporaire qui rejoint la Sèvre Niortaise à proximité du château du Coudray-Salbart.  Les altitudes sont comprises entre plus de 80 mètres au nord et au sud du territoire et une vingtaine de mètres dans la vallée de la Sèvre. Le sous-sol,, est principalement constitué de couches à peu près horizontales de calcaires et de marnes  d’âge jurassique localement décalées par des failles. Sur certains versants de la Sèvre Niortaise, des éboulis lités constitués de petits graviers anguleux dans une matrice terreuse (des grèzes), résultent de l’action du gel sur les calcaires lors de périodes froides du Quaternaire. L’extraction des calcaires en carrières pour la production de moellons et de pierres de taille et des grèzes dans des sablières pour la fabrication de mortiers a été une activité importante à Échiré jusqu’au début du XXe siècle. Les terrains jurassiques présents à Échiré, et de façon plus générale dans les environs de Niort, contiennent principalement deux nappes d’eau souterraine séparées par des couches riches en argile et peu perméables de l'Aalénien et du Toarcien. Ces nappes alimentent plusieurs sources et sont exploitées pour la distribution d'eau potable.
| Sainte-Ouenne | Germond-Rouvre | Cherveux     |
| Saint-Maxire  | Échiré         | Saint-Gelais |
| Sciecq        | Niort          |              |

### Climat
Pour des articles plus généraux, voir Climat de la Nouvelle-Aquitaine et Climat des Deux-Sèvres.
Historiquement, la commune est exposée à un climat océanique du nord-ouest.  
En 2020, Météo-France publie une typologie des climats de la France métropolitaine dans laquelle la commune est exposée à un climat océanique et est dans la région climatique  Poitou-Charentes, caractérisée par un bon ensoleillement, particulièrement en été et des vents modérés.
Pour la période 1971-2000, la température annuelle moyenne est de 12,1 °C, avec une amplitude thermique annuelle de 14,6 °C. Le cumul annuel moyen de précipitations est de 932 mm, avec 13 jours de précipitations en janvier et 7,2 jours en juillet. Pour la période 1991-2020, la température moyenne annuelle observée sur la station météorologique la plus proche, située sur la commune de Niort à 8 km à vol d'oiseau, est de 12,8 °C et le cumul annuel moyen de précipitations est de 846,6 mm,. Pour l'avenir, les paramètres climatiques de la commune estimés pour 2050 selon différents scénarios d’émission de gaz à effet de serre sont consultables sur un site dédié publié par Météo-France en novembre 2022.

## Urbanisme

### Typologie
Au 1er janvier 2024, Échiré est catégorisée ceinture urbaine, selon la nouvelle grille communale de densité à sept niveaux définie par l'Insee en 2022.
Elle appartient à l'unité urbaine d'Échiré, une agglomération intra-départementale regroupant deux  communes, dont elle est ville-centre,,. Par ailleurs la commune fait partie de l'aire d'attraction de Niort, dont elle est une commune de la couronne,. Cette aire, qui regroupe 91 communes, est catégorisée dans les aires de 50 000 à moins de 200 000 habitants,.

### Occupation des sols
L'occupation des sols de la commune, telle qu'elle ressort de la base de données européenne d’occupation biophysique des sols Corine Land Cover (CLC), est marquée par l'importance des territoires agricoles (87,4 % en 2018), en diminution par rapport à 1990 (90,5 %). La répartition détaillée en 2018 est la suivante : 
terres arables (68,9 %), prairies (11,1 %), zones urbanisées (9,2 %), zones agricoles hétérogènes (7,4 %), forêts (2 %), zones industrielles ou commerciales et réseaux de communication (1,4 %). L'évolution de l’occupation des sols de la commune et de ses infrastructures peut être observée sur les différentes représentations cartographiques du territoire : la carte de Cassini (XVIIIe siècle), la carte d'état-major (1820-1866) et les cartes ou photos aériennes de l'IGN pour la période actuelle (1950 à aujourd'hui).

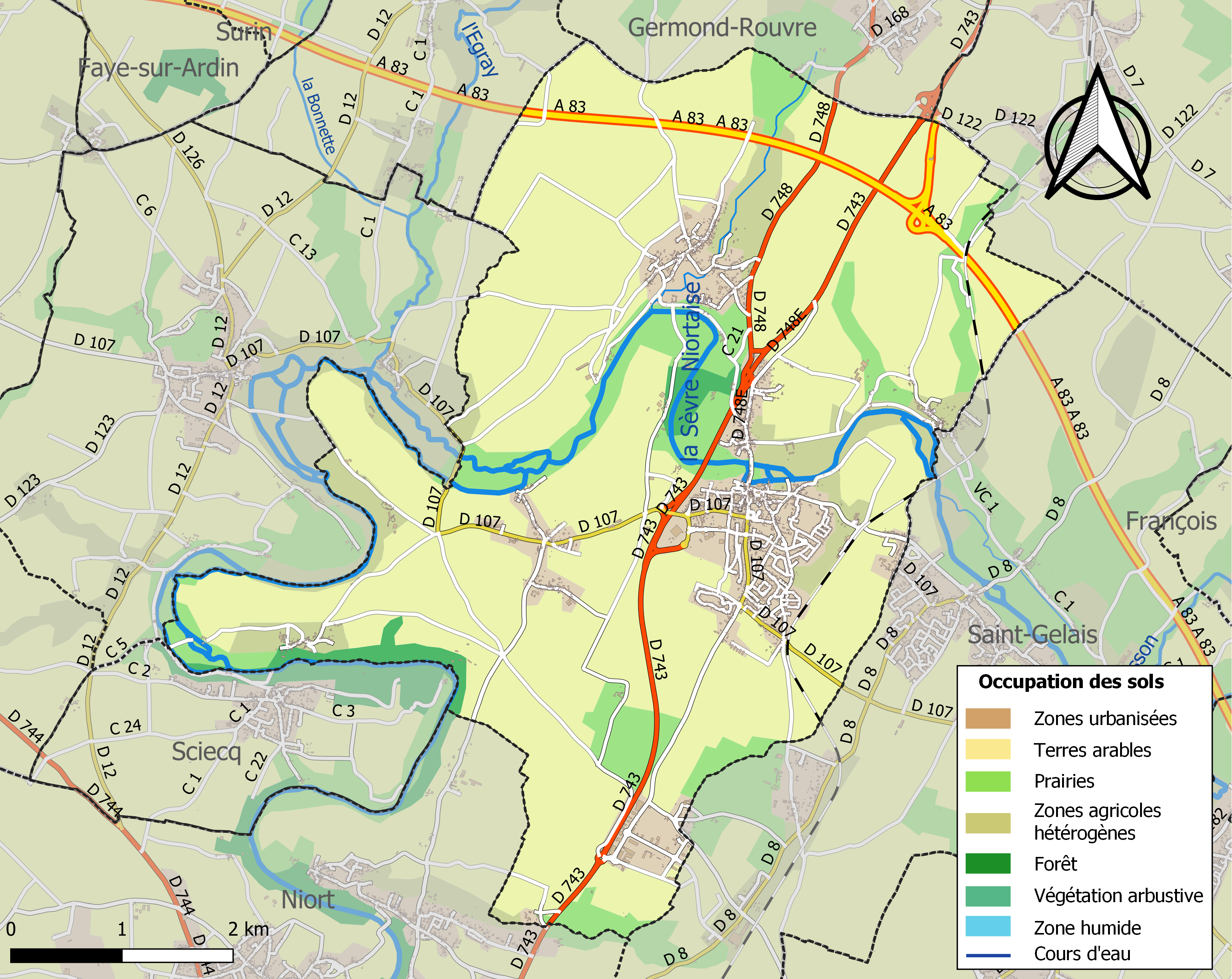
Carte des infrastructures et de l'occupation des sols de la commune en 2018 (CLC).

### Risques majeurs
Le territoire de la commune d'Échiré est vulnérable à différents aléas naturels : météorologiques (tempête, orage, neige, grand froid, canicule ou sécheresse), inondations, mouvements de terrains et séisme (sismicité modérée). Il est également exposé à deux risques technologiques,  le transport de matières dangereuses et la rupture d'un barrage. Un site publié par le BRGM permet d'évaluer simplement et rapidement les risques d'un bien localisé soit par son adresse soit par le numéro de sa parcelle.

#### Risques naturels
Certaines parties du territoire communal sont susceptibles d’être affectées par le risque d’inondation par débordement de cours d'eau, notamment la Sèvre Niortaise. La commune a été reconnue en état de catastrophe naturelle au titre des dommages causés par les inondations et coulées de boue survenues en 1982, 1983, 1992, 1993, 1995, 1999 et 2010,. Le risque inondation est pris en compte dans l'aménagement du territoire de la commune par le biais du plan de prévention des risques inondation (PPRI) de la « Vallée de la Sèvre Niortaise amont », approuvé le 21 mars 2017, dont le périmètre regroupe 17 communes.

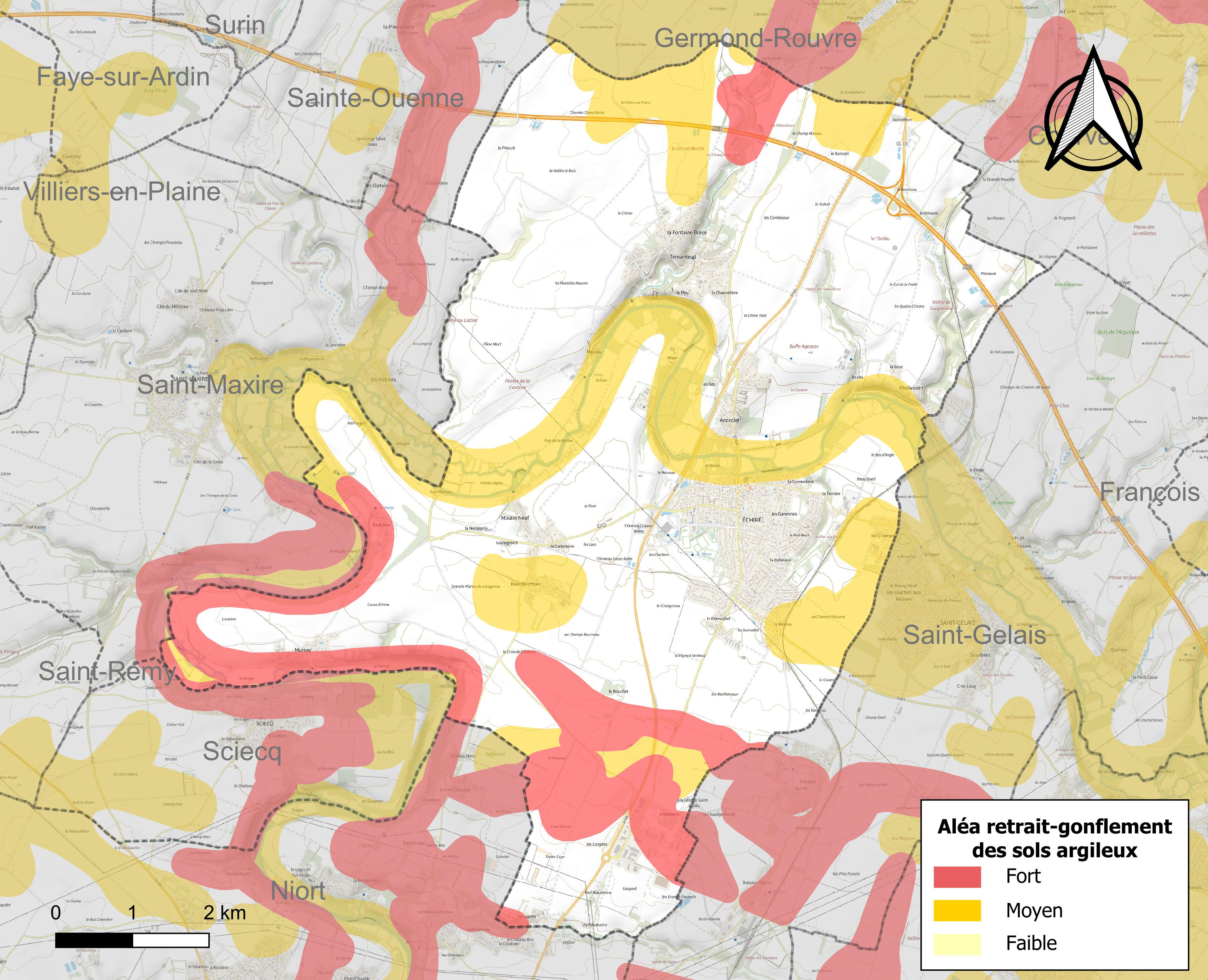
Carte des zones d'aléa retrait-gonflement des sols argileux d'Échiré.

Les mouvements de terrains susceptibles de se produire sur la commune sont des tassements différentiels. Le retrait-gonflement des sols argileux est susceptible d'engendrer des dommages importants aux bâtiments en cas d’alternance de périodes de sécheresse et de pluie. 32,9 % de la superficie communale est en aléa moyen ou fort (54,9 % au niveau départemental et 48,5 % au niveau national). Depuis le 1er octobre 2020, en application de la loi ELAN, différentes contraintes s'imposent aux vendeurs, maîtres d'ouvrages ou constructeurs de biens situés dans une zone classée en aléa moyen ou fort,.
La commune a été reconnue en état de catastrophe naturelle au titre des dommages causés par la sécheresse en 1996, 2003, 2005, 2011 et 2017 et par des mouvements de terrain en 1999 et 2010.

#### Risque technologique
La commune est en outre située en aval du barrage de la Touche Poupard, un ouvrage de classe A mis en service en 1995 sur le cours d’eau le Chambon, affluent de la Sèvre Niortaise. À ce titre elle est susceptible d’être touchée par l’onde de submersion consécutive à la rupture de cet ouvrage.

## Toponymie
La forme Eschire est mentionnée dès 1218.  Elle aurait pour origine l'anthroponyme latin Scaurus. On trouve ensuite Echireyum et enfin Echire à partir de 1636.
Les habitants sont appelés les Échiréens.

## Histoire
La commune d'Échiré a fait l'objet de travaux de recherches archéologiques. Pour l'époque néolithique finale, le site des Loups découvert par photographie aérienne réalisée par Maurice Marsac est un camp protégé par deux fossés prenant appui sur une vallée sèche et la vallée de la Sèvre niortaise. Fouillé par Claude Burnez avec la collaboration de Marie-Claude Lagarde, l'un des fossés, celui qui enclot la plus petite surface, a livré du matériel archéologique dont des poteries qui peuvent être mises en relation avec le site breton de Kroh Kollé. 
L'enceinte externe a livré une sépulture de jeune femme avec un bébé, décès périnatal des deux individus.
D'autres sites ont été repérés sur la commune par Maurice Marsac, notamment une ferme gauloise aux lieux-dits les Longées, chemin Chevaleret...
Dans le bourg, près de l'église ce sont des vestiges d'un temple gallo-romain qui furent découverts au début du XXe siècle.

## Politique et administration

### Liste des maires
| Période                                  | Période               | Identité                       | Étiquette | Qualité |
| ---------------------------------------- | --------------------- | ------------------------------ | --------- | --- |
| 1907                                     | 1925                  | Célestin Cail                  |           | |
| 1944                                     | 1947                  | Maurice Mitton                 |           | |
| 1947                                     | 1966                  | Louis Lucas                    |           | |
| 1966                                     | mars 1983             | Maurice Barraud                |           | |
| Les données manquantes sont à compléter. |                       |                                |           | |
| ca. 1992                                 | décembre 1998 (décès) | Lionel Bénier (1933-1998)      |           | |
| 1999                                     | mars 2001             | Étienne Boudreault (1935-2021) |           | Ancien président du SIC Échiré - Saint-Gelais (1989 → 1995) |
| mars 2001                                | En cours              | Thierry Devautour              | DVD       | Expert-comptable 2e vice-président de la CA du Niortais (2014 → 2020) 1er vice-président de la CA du Niortais (2020 → ) Réélu en 2008, 2014 et 2020 Conseiller départemental depuis 2021 |

## Démographie
Échiré forme avec Saint-Gelais une unité urbaine de 5 054 habitants en 2009. Les deux communes appartiennent à l'aire urbaine de Niort.
À partir du XXIe siècle, les recensements réels des communes de moins de 10 000 habitants ont lieu tous les cinq ans. Pour Échiré, cela correspond à 2008, 2013, 2018, etc. Les autres dates de « recensements » (2006, 2009, etc.) sont des estimations légales.
| 1793  | 1800 | 1806  | 1821  | 1831  | 1836  | 1841  | 1846  | 1851  |
| ----- | ---- | ----- | ----- | ----- | ----- | ----- | ----- | ----- |
| 1 207 | 861  | 1 343 | 1 390 | 1 258 | 1 514 | 1 590 | 1 655 | 1 702 |

| 1856  | 1861  | 1866  | 1872  | 1876  | 1881  | 1886  | 1891  | 1896  |
| ----- | ----- | ----- | ----- | ----- | ----- | ----- | ----- | ----- |
| 1 702 | 1 627 | 1 611 | 1 541 | 1 653 | 1 679 | 1 743 | 1 637 | 1 553 |

| 1901  | 1906  | 1911  | 1921  | 1926  | 1931  | 1936  | 1946  | 1954  |
| ----- | ----- | ----- | ----- | ----- | ----- | ----- | ----- | ----- |
| 1 507 | 1 465 | 1 476 | 1 361 | 1 319 | 1 334 | 1 320 | 1 342 | 1 345 |

| 1962  | 1968  | 1975  | 1982  | 1990  | 1999  | 2006  | 2008  | 2013  |
| ----- | ----- | ----- | ----- | ----- | ----- | ----- | ----- | ----- |
| 1 348 | 1 452 | 1 971 | 2 565 | 2 744 | 2 889 | 3 185 | 3 275 | 3 269 |

| 2018  | 2022  | - | - | - | - | - | - | - |
| ----- | ----- | - | - | - | - | - | - | - |
| 3 406 | 3 536 | - | - | - | - | - | - | - |

## Équipements
En 2013, Échiré dispose de deux établissements scolaires : école maternelle et école élémentaire. Le secteur de la santé est représenté par quatre médecins généralistes, quatre chirurgiens dentistes et une pharmacie. Les équipements sportifs incluent entre autres terrains omnisports, courts de tennis.

## Économie
En 2011, le revenu fiscal médian par ménage était de 35 381 €, ce qui plaçait Échiré au 7 304 e rang parmi les 31 886 communes de plus de 49 ménages en métropole. En 2011 toujours, la population âgée de 15 à 64 ans s'élevait à 1 996 personnes, parmi lesquelles on comptait 77,1 % d'actifs dont 72,8 % ayant un emploi et 4,2 % de chômeurs.
Le secteur primaire reste bien représenté, avec seize agriculteurs exploitants en 2011. Le centre d'Échiré regroupe commerces de proximité et services (bureau de poste, agences bancaires...), ainsi qu'un supermarché. Au sud de la commune, la zone d'activité le Luc accueille des entreprises et une grande surface d'outillage.

### Beurre d'Échiré
Le nom d'Échiré est connu en France et à l'étranger pour son beurre (le meilleur du monde, selon Alexandre Dumaine) produit par une laiterie coopérative installée depuis 1894 dans un ancien moulin à farine.
Les magasins « Échiré maison du beurre » à Tokyo et Osaka sont dédiés au beurre d'Échiré, et gérés par KATAOKA & CO., LTD. (片岡物産株式会社).

## Lieux et monuments
Échiré compte trois châteaux classés monuments historiques :
- le château du Coudray-Salbart, forteresse médiévale du XIIIe siècle,
- le château de La Taillée, édifié au XVIIe siècle,
- le château de Mursay, ancienne demeure d'Agrippa d'Aubigné et Madame de Maintenon.

L'église Notre-Dame remonte à la fin du XIe siècle.

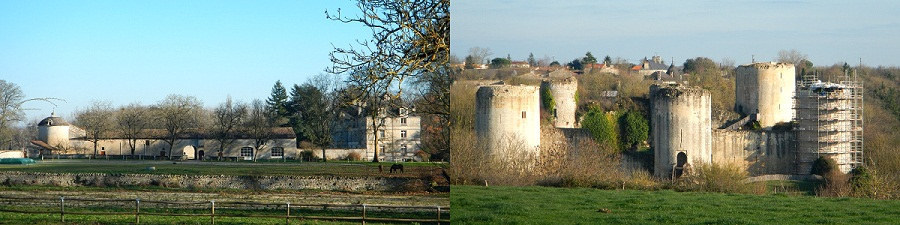
Les châteaux de la Taillée et du Coudray-Salbart en décembre 2014.

La Sèvre, dont le parcours sinueux s'étend sur 18 km en territoire communal, offre des possibilités de balade, pique-nique et pêche à la ligne. Le célèbre GR 36, qui traverse Échiré, emprunte partiellement les berges du fleuve.

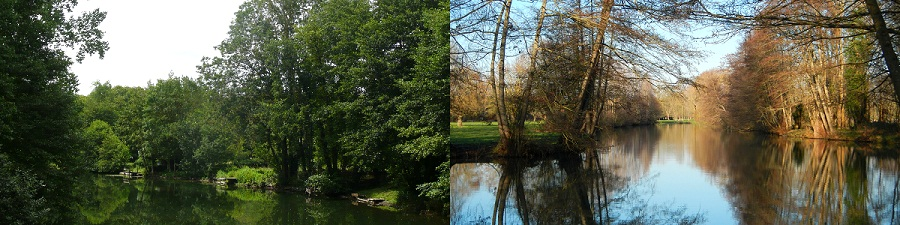
La Sèvre à Échiré en août 2012 et en décembre 2014.

## Personnalités liées à la commune
- Théodore Agrippa d'Aubigné (1552-1630), écrivain et poète français, a résidé à Echiré (château de Mursay).
- Madame de Maintenon (1635-1719), épouse morganatique de Louis XIV, a vécu dans son enfance à Echiré (château de Mursay).
- Marthe-Marguerite de Caylus (1671-1729), écrivaine et mémorialiste française, nièce de Madame de Maintenon, est née à Echiré (château de Mursay).
- Delphin Debenest (1907-1997), haut-magistrat et résistant français, décédé à Échiré.
- Henry Ingrand (1908-2003), combattant au Mont Mouchet, Compagnon de la Libération[47] et ambassadeur de France, né à Échiré[48].